# Agrigento (città antica)
Agrigento (in greco antico: Ἀκράγας?, Akragas) era una polis greca, situata sulla costa meridionale dell'isola di Sicilia, nel territorio dell'attuale Agrigento.

## Storia

### La fondazione
La storia della Agrigento greca iniziò intorno al 581 a.C., anno di fondazione della polis akragantina.
La nascita della polis è legata allo sviluppo della polis Gela, infatti la città fu fondata nel 581 a.C. da alcuni abitanti di Gela, a sua volta fondata anticamente da coloni provenienti dalle isole di Rodi e di Creta, col nome di Ἀκράγας (Akragas), dall'omonimo fiume che bagna il territorio. La fondazione di questa polis nasce dalla necessità che avvertirono i Geloi (antichi gelesi), circa cinquant'anni dopo la fondazione della colonia megarese di Selinunte, di arginare l'espansione di questa verso est; scelsero perciò di collocare la città tra i fiumi Imera e Alico, e le diedero il nome del fiume presso il quale sorse il centro urbano, al quale la collocazione tra i due fiumi e a circa 4 chilometri dal mare dava «tutti i vantaggi di una città marittima» (Polibio). La fondazione di Akragas, isolata su una costa non così visitata da Greci come quella orientale, presuppone una larga frequentazione di quell'area, abitata da Sicani, da parte di navigatori egei ed una favorevole disposizione dei potenti sicani verso i Greci. Lo sviluppo di Gela e di Akragas, colonie di Greci dotati di lunga esperienza marittima, è dipeso soprattutto dalla ricca produzione agricola, specialmente cerealicola, di un territorio le cui estese pianure favorivano anche l'allevamento dei cavalli; ed il nerbo dei loro eserciti era difatti la cavalleria, specialità militare tipica delle aristocrazie greche. Ma la prossimità a grandi vie marine era per loro un'esigenza vitale, come per tutte le colonie greche, a cui la navigazione assicurava la continuità dei contatti con la madrepatria e l'incremento degli scambi commerciali, ed equilibrava la sproporzione numerica dei coloni con le popolazioni autoctone tra le quali essi vivevano.

### L'apogeo
Il periodo greco durò circa 370 anni, durante i quali Akragas acquistò grande potenza e splendore, tanto da essere soprannominata da Pindaro «la più bella città dei mortali», come testimonia la meravigliosa Valle dei Templi. Inizialmente si instaurò la tirannide di Falaride (570-554 a.C.) che fu caratterizzata da una politica di espansione verso l'interno, dalla fortificazione delle mura e dall'abbellimento della città.
Tuttavia Falaride fu meglio conosciuto per la sua crudeltà e spietatezza e per l'uso del toro di bronzo come strumento di tortura per le vittime sacrificali. Il condannato veniva posto al suo interno e del fuoco riscaldava continuamente il toro finché egli non moriva ustionato. Durante l'agonia la vittima emetteva dei lamenti che, come dei muggiti, fuoriuscivano dalla bocca del toro. Il suo ideatore, Perillo, fu il primo a provarne gli effetti. Odiato dal popolo, Falaride morì lapidato e, poiché egli amava vestirsi di azzurro, vennero proibite le vesti di quel colore.
Il massimo sviluppo si raggiunse con Terone (488-471 a.C.). Durante la sua tirannide la città contava circa 300 000 abitanti e il suo territorio si espandeva fino alle coste settentrionali della Sicilia. Divenuta grande potenza militare, Akragas riuscì a sconfiggere più di una volta Cartagine nella guerra per il controllo del Canale di Sicilia. Dopo la morte di Terone iniziò un regime democratico (471-406 a.C.) instaurato dal filosofo Empedocle, il quale rifiutò il potere offertogli dal popolo stesso. È in questo periodo che si assiste alla costruzione di numerosi templi e ad una grande prosperità economica, al punto da far dire al filosofo:
(Empedocle)

### La decadenza
Nel 406 a.C. i Cartaginesi al comando del generale Imilcone, dopo un assedio durato otto mesi, presero la città distruggendola quasi completamente.
Nel 339 a.C., grazie al condottiero corinzio Timoleonte, la città fu sottratta al dominio cartaginese e sottoposta all'influenza di Siracusa. Timoleonte fece ricostruire la cinta muraria distrutta e la ripopolò con nuovi coloni provenienti da Elea. Nel 310 a.C. Akragas cercò di liberarsi della tutela siracusana approfittando della spedizione di Agatocle contro i Cartaginesi ma fu sconfitta nel 306 a.C. Nel 282 a.C., Finzia, tiranno di Akragas, approfittando dell'attacco di Gela da parte dei Mamertini, la distrusse definitivamente e ne deportò la popolazione a Licata, che ricostruì in puro stile greco con mura, agorà e templi. Due anni dopo Siracusa attaccò e sconfisse Akragas. Nel 287 a.C. si schierò dalla parte di Pirro, re dell'Epiro giunto in Sicilia per lottare contro i Cartaginesi. Durante la prima guerra punica Akragas si schierò a sua volta con i Cartaginesi e perciò i Romani l'assediarono e la saccheggiarono per ben due volte nel 261 a.C. e nel 255 a.C. Dopo il terzo assedio nel 210 a.C. ad opera del console Marco Valerio Levino durante la seconda guerra punica, Akragas passò definitivamente sotto il controllo di Roma col nome latinizzato di Agrigentum, derivato dalla corruzione fonetica del genitivo greco Ἀκράγαντος (Akragantos).

## Monumenti
- liceo-ginnasio: riportata alla luce nel 2025 l'aula magna di età ellenistica.[3]

### Architetture religiose

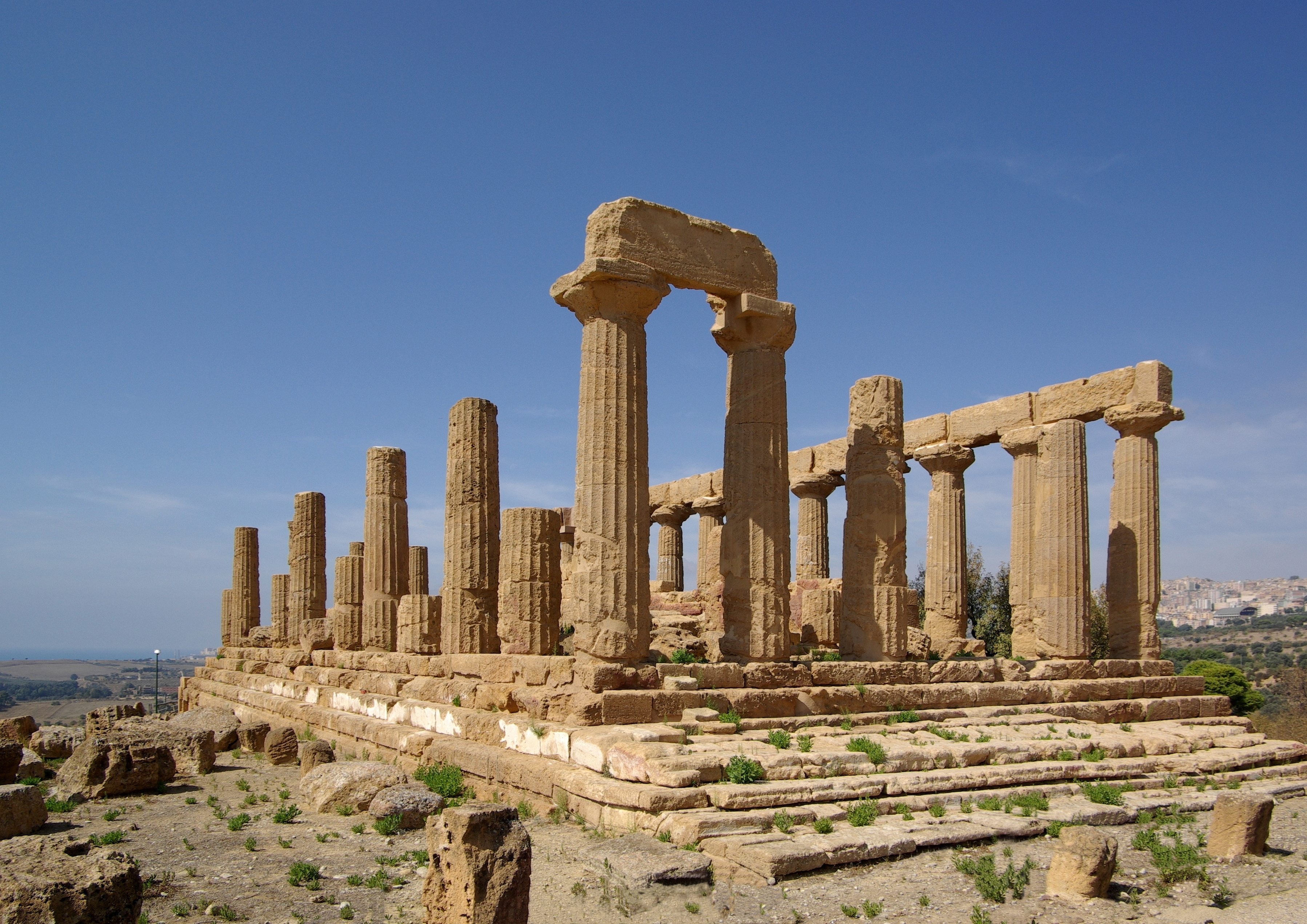
Tempio di Hera

#### Templi
- Tempio della Concordia
- Tempio dei Dioscuri
- Tempio di Efesto
- Tempio di Eracle
- Tempio di Esculapio
- Tempio di Giunone
- Tempio di Zeus Olimpio
- Tempio L

#### Santuari
- Santuario delle divinità ctonie
- Santuario rupestre di San Biagio
- Santuario di Esculapio

## Società

### Lingue
La principale lingua di Akragas era il greco antico nella sua variante dorica, assai diffusa nelle colonie greche di Sicilia.

## Urbanistica

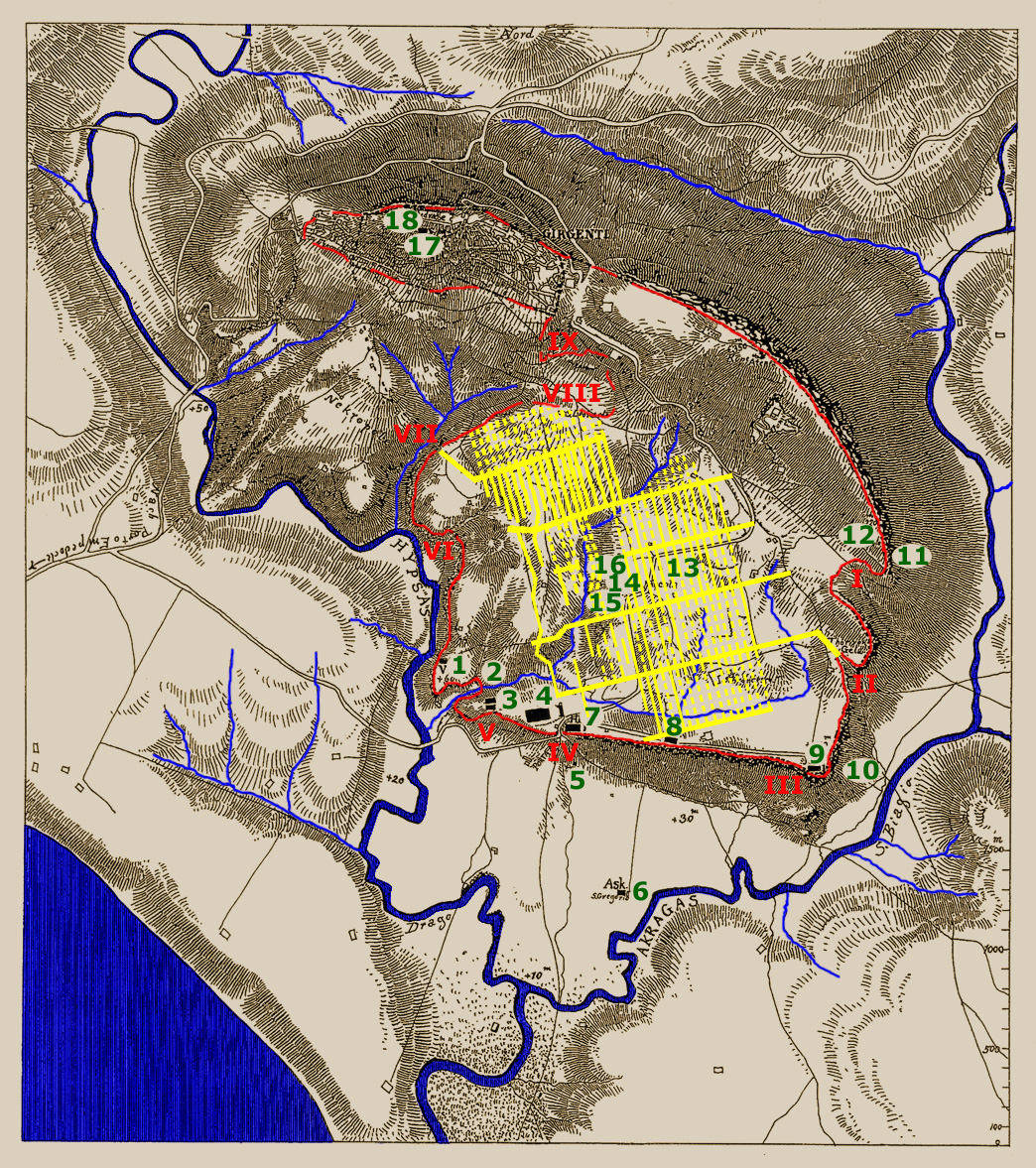
Pianta di Akragas.

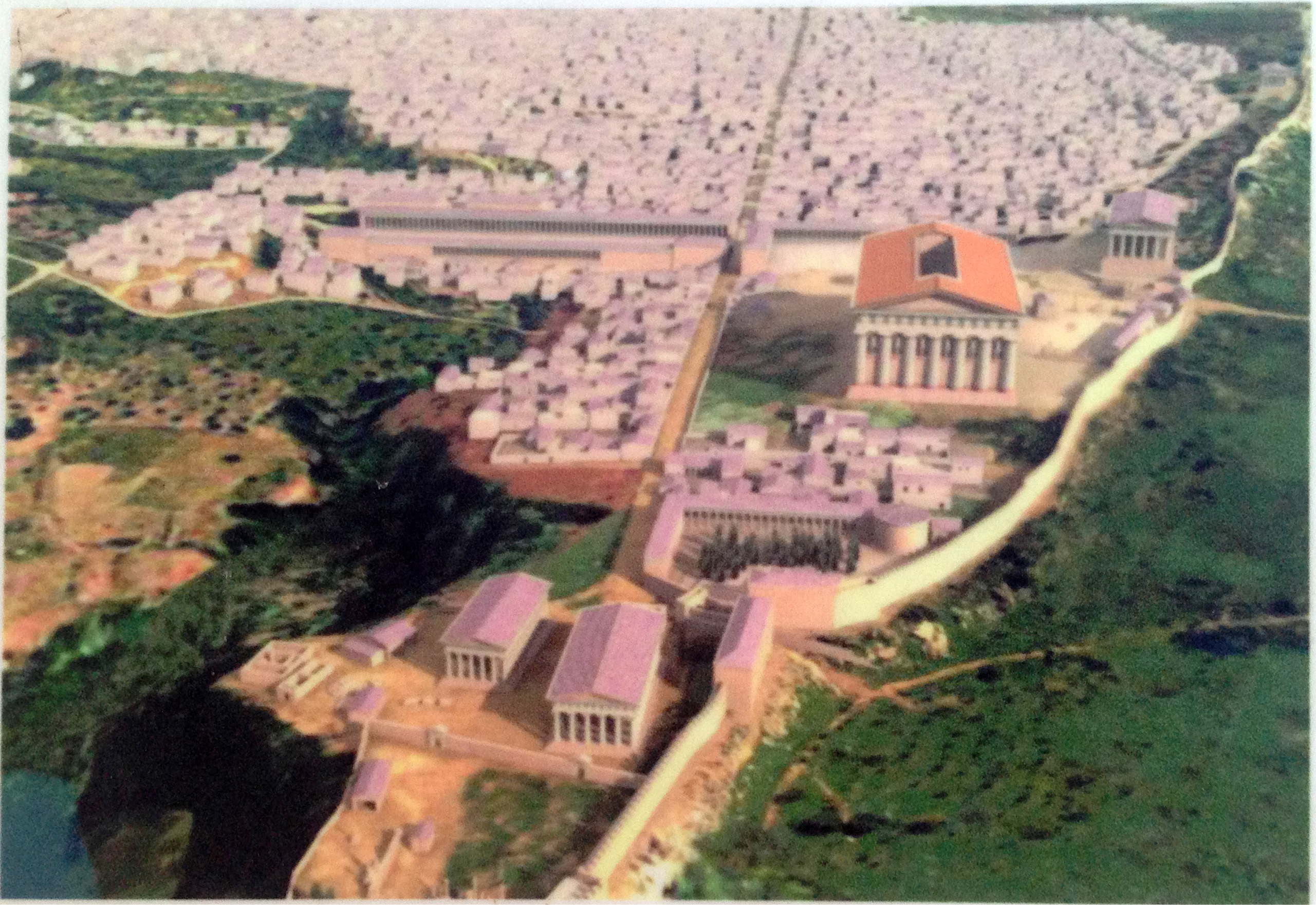
Ricostruzione in 3D dell'antica Akragas con la veduta dei principali templi.

La città si dispone sulla sommità (circa 300-350 m sul livello del mare) di due colline strette e lunghe, disposte in senso grossolanamente est-ovest, il colle di Girgenti ad ovest e la Rupe Atenea, ad est, collegate fra loro da uno stretto istmo, e sull'altopiano a quota inferiore (circa 120-170 m sul livello del mare) a sud delle prime. Con le sue coste precipiti a sud (la Collina dei Templi) e l'ampia valle centrale quasi pianeggiante (la Valle dei Templi), essa offre ampio spazio allo sviluppo urbano regolare. Tutto il ripido vallone a nord delle due colline più alte e buona parte dei tre piani dell'altopiano sono attraversati da due fiumi, l'Akragas (odierno San Biagio) a nord e ad est, e l'Hypsas (odierno Santa Anna) ad ovest, che a poca distanza dalla città verso mezzogiorno confluiscono per poi andare a sboccare in mare in un unico corso d'acqua (odierno S. Leone), alla cui foce si colloca l'emporion, ossia il porto antico d'Agrigento.
La superficie complessiva è di circa 450 ettari, un'estensione veramente enorme, dettata dalla necessità d'abbracciare tutto il sistema d'alture - colle di Girgenti, Rupe Atenea, Collina dei Templi - in un unico complesso di facile difesa. Di fatto l'abitato si sviluppa al centro delle tre colline nella cosiddetta Valle dei Templi, dove prima la fotografia area e poi gli scavi ne hanno rivelato con sufficiente chiarezza l'impianto, datato a metà circa del VI secolo a.C. La struttura ippodamea è organizzata almeno su sei plateiai (vie principali) est-ovest, di cui la primaria (la quinta da nord) ha una larghezza di ben dodici metri, e su una fitta trama di strade ortogonali nord-sud, col risultato di un alto numero d'isolati di larghezza costante, ma di lunghezza variabile, a causa del diverso distanziarsi reciproco delle plateiai. Si notano tuttavia due griglie d'isolati con orientamento e strutture lievemente diversi: un blocco all'estremità nord-ovest della Valle, orientato in maniera più pronunciata in senso nord-ovest/sud-est e compreso fra le mura e la seconda plateia (ma prolungantesi a sud anche oltre questa), ed un blocco centro-meridionale, tra la seconda e la terza plateia, comprendente la maggior parte dell'abitato. Fra questi due blocchi esistono anche lievi diversità nella larghezza delle strade nord-sud e degl'isolati, essendo le strade larghe 4 o 5,50 m e gl'isolati larghi 33 o 40 m; le lunghezze restano sempre variabili, superando talora anche i 300 metri. Non si può valutare il significato dei due diversi sistemi e di stabilire se siano frutto di sviluppi cronologicamente diversi (ma l'impianto appare comunque tutto databile al VI secolo a.C.) o di differenti condizioni del terreno, anche in rapporto agli sbocchi delle strade nelle porte urbiche. Tuttavia la chiave interpretativa va forse ricercata nel fatto che il punto di cerniera tra i due orientamenti, immediatamente ad ovest della chiesa di San Nicola (oggi Museo Archeologico Regionale), va con buona probabilità identificato col sito dell'agorà e dei complessi pubblici, come dimostra la presenza nell'area dell'ekklesiasterion.
La struttura urbanistica della città è esplicitamente lodata da Polibio, il quale ne fornisce (IX 29) questo sintetico quadro descrittivo:
Le difese della città, magnificate da Polibio, sono note per la maggior parte del circuito, che abbraccia la Rupe Atenea e il perimetro della Collina dei Templi (con uno sviluppatissimo "dente" fra queste due alture). Non sono conosciuti archeologicamente tratti della cinta sul colle di Girgenti, ma non c'è dubbio che questa sia la "parte alta", l'acropoli della città, ricordata dalle fonti, dove si conoscono un tempio dorico d'età classica e resti di un grande edificio visto dal Serradifalco sulle pendici sud-est. La cortina nella sua fase attuale, con almeno nove porte e priva di torri se non in prossimità di alcune di queste porte, è genericamente datata al VI secolo a.C., con ovvi restauri attribuibili alla lunga storia d'Agrigento greca e romana. Mancano, invece, esplorazioni moderne volte a stabilire una più precisa cronologia delle cortine superstiti e ad individuare tratti o percorsi d'eventuali murature più antiche.
Anche se manca uno studio complessivo si conoscono necropoli a nord del vallone sottostante la Rupe Atenea, ad est, nella valle tra Rupe Ateneae Collina dei Templi, e ad est, ai piedi del colle di Girgenti. Altre necropoli extraurbane (particolarmente ricche) sono presso il mare (in località Montelusa) e in contrada Mosè, lungo la strada fra Agrigento e Gela.
La fase più arcaica della città è appena conosciuta, e soprattutto da tombe: i materiali degli strati profondi dell'abitato sembrano confermare lo stesso orizzonte archeologico tra primo e secondo quarto del VI secolo a.C. Le grandi attività edilizie attribuite a Falaride dalle fonti non trovano immediato riscontro nella nostra documentazione archeologica: l'attribuzione ad epoca tirannica della primitiva cerchia di mura, anche se probabile sul piano storico, non è al momento sicuramente confermabile su base archeologica. Ad epoca arcaica si possono invece datare talune strutture del santuario delle divinità ctonie, sacelli minori sotto il cosiddetto tempio di Vulcano, presso l'Olympeion e presso l'ekklesiasterion, e inoltre frequentazioni della fonte extraurbana di San Biagio, tutte strutture che ricordano, nella loro semplicità, molti degli edifici sacri arcaici della madrepatria Gela.

### Il periodo di massimo splendore
Il primo dei grandi templi canonici noti è quello cosiddetto di Ercole, normalmente datato agli ultimi anni del VI secolo a.C., ma forse già a quello della tirannide teroniana, epoca alla quale è stato anche attribuito il primitivo progetto del non lontano Olympeion, ma non si dispone di sufficienti dati archeologici per suffragare tale ipotesi. La vittoria di Himera, col suo afflusso di danaro e di manodopera servile, attestato esplicitamente dalle fonti, consentì al tiranno Terone e poi alla restaurata democrazia d'affrontare un ambizioso programma di lavori pubblici, incentrati soprattutto sui templi e sulla Kolimbetra, una gigantesca peschiera extraurbana con un perimetro di 7 stadi ed un profondità di 20 cubiti (Diodoro Siculo, XI 25, 4; XIII 82, 5), popolata da pesci e uccelli acquatici ed alimentata da fonti e dalle acque dell'acquedotto di Feace. Di quest'attività, proseguita per tutto il secolo fino alla conquista cartaginese del 406 a.C., le testimonianze più vivide sono i grandi templi facenti quasi corona alla città, dal tempio sotto Santa Maria dei Greci sul colle di Girgenti al tempio di Demetra (sulle cui fondazioni sorge la chiesetta normanna di San Biagio) e al tempio L (480-60 a.C.), dal tempio detto di Giunone Lacinia al tempio detto dei Dioscuri (450 a.C.), dal tempio detto della Concordia e di Vulcano (detto) (440-30 a.C.) al tempio d'Esculapio (420-10 a.C.), per non parlare dell'opus infinitum dell'Olympeion, di certo iniziato nel 480 a.C. e proseguito fino al 406 a.C. Questa fase di straordinario splendore d'Agrigento, che, oltre ad ospitare poeti come Pindaro e Simonide, produce piccoli capolavori di scultura in marmo come l'Efebo di Agrigento, è certo segnata dai grandi interventi nell'edilizia pubblica, sacra o d'uso, ma dovette annoverare anche opere importanti per il consumo privato, almeno a giudicare dalla ricchezza eccezionale d'alcuni cittadini della polis e dalle descrizioni dei bottini del 406 a.C. Nulla è noto invece dell'edilizia privata agrigentina d'età classica.
L'età ellenistica più antica, fra Timoleonte e la conquista romana, è invece conosciuta soprattutto dall'edilizia privata, rappresentata dalla grande maggioranza degli edifici del quartiere ellenistico-romano e dalla Tomba di Terone, epoca alla quale (se pure non a età arcaica o classica, a giudicare dagli esempi di Metaponto e di Paestum) si può forse attribuire la creazione dell'ekklesiasterion, che potrebbe mettersi in rapporto con la rifondazione d'Agrigento e le riforme costituzionali di Timoleonte. Pur in assenza d'edizioni complessive del monumento, appare suggestivo far risalire a quest'epoca anche il grande portico ionico quadrangolare scoperto tra Agrigento e Porto Empedocle, in località Villa Seta, verosimilmente un santuario extraurbano.

### Il periodo romano
La documentazione si fa più ricca e significativa per l'età romano-repubblicana. In primo luogo vi sono numerosi rifacimenti e abbellimenti, con pitture di primo stile, delle case del primo ellenismo, segno della prosperità dell'economia agrigentina in relazione all'intenso sfruttamento schiavistico delle terre, dal quale trarranno esca sia la prima (139-132 a.C.) che la seconda (104-99 a.C.) grande rivolta siciliana degli schiavi. Agrigento costituisce di fatto in tale periodo l'unico grande centro di tutta quella porzione meridionale della Sicilia, da Lilibeo a Eloro, nella quale erano vissute, in età arcaica e classica, città grandissime e prospere come Selinunte, Gela e Camarina. È facile immaginare come nell'unico centro superstite affluissero surplus ingenti, certo non inferiori a quelli che avevano in passato sostentato le altre tre città, e che ora andavano ad alimentare, con le loro granaglie, l'economia della penisola italiana, ormai sempre più specializzata in culture pregiate. In questo senso la prosperità d'Agrigento è da confrontare con quella d'alcuni centri dell'interno, da Centuripe a Iatai, e soprattutto con quella di città costiere, come Panormo (Palermo), Solunto e Tindari a nord, o Messana (Messina), Tauromenion (Taormina) e Syrakousai (Siracusa), città nelle quali appunto si concentrava il surplus agricolo e la sua intermediazione. Ma la prosperità di questi centri urbani, e in particolare d'Agrigento, si può leggere anche in alcuni edifici pubblici costruiti o ricostruiti tra la prima metà del II e la metà del I secolo a.C., come il ginnasio, identificabile col "portico ellenistico" a nord-est dell'Olympeion, o l'"oratorio di Falaride", tempietto di tipo romano dell'iniziale II secolo a.C. sovrapposto all'ekklesiasterion.
La fase imperiale, con l'accentuarsi dello spopolamento dell'isola, fa crescere lo squilibrio tra città e campagna, e le case d'Agrigento vengono continuamente restaurate, spesso con bellissimi pavimenti musivi, sino al pieno IV secolo d.C., segno della persistenza del ceto dei possessores attivi in epoca tardo-repubblicana, anche se quantitativamente e qualitativamente impoveriti rispetto al passato. Di questi possessores si hanno anche altre testimonianze, in particolare alcuni sarcofagi marmorei, come quello di fabbrica attica col mito di Fedra (II secolo d.C.) e quello di produzione romana detto delle coronarie (III secolo d.C.), o quello pure urbano con scene della vita di un fanciullo (II secolo d.C.). Non sono positivamente attestati segni d'attività edilizia, se non di restauro ad alcuni templi, mentre mancano i caratteristici edifici pubblici, termali e da spettacolo, propri dell'urbanitas d'età imperiale. La concentrazione dei latifondi nelle mani di grandi proprietari senatorii assenteisti celebra i propri fasti nelle colossali ville di campagna, come quella di Eloro, e nelle città se ne trovano solo pallidi riflessi con i mosaici delle case, e in alcune tombe monumentali del III secolo, come la cosiddetta basilicula romana del vallone San Biagio. La presenza in età medio e tardo-imperiale di ceti più modesti è comunque attestata dalla notevole quantità di sepolture, arcosoli e fosse, nota nella cosiddetta necropoli Gimberroni e nelle catacombe di Villa Aurea, una presenza questa che in qualche modo si riscontra ancora in età alto-medievale con le numerose tombe terragne dislocate lungo tutto il lato meridionale della Collina dei Templi, e con la trasformazione in basilica del tempio della Concordia, nel cuore di questa vasta area funeraria.